# Maestro Leonardo
Maestro Leonardo ist ein Brettspiel von dem Autorenquartett Acchittocca (Antonio Tinto, Flaminia Brasini, Stefano Luperto, Virginio Gigli) für zwei bis fünf Spieler. Das Spiel erschien bei da Vinci Games (dV Games), die deutschsprachige Ausgabe erschien 2006 bei Abacusspiele.
Der Spieler hat die Aufgabe, verschiedene Forschungsaufträge zu erledigen. Er muss dabei ökonomisch investieren, Spielgeld verdienen und Rohstoffe heranschaffen, um die Forschung sicherzustellen.
Im Oktober 2007 war es eins der vier Brettspiele, das auf der europäischen Brettspielmeisterschaft gespielt wurde.

## Namen
Im italienischen Original und den meisten Ländern lautet der Titel des Spiels Leonardo da Vinci. Nach juristischen Auseinandersetzungen um die Namensrechte wurde das Spiel in Deutschland in Maestro Leonardo umbenannt.

## Kleine Erweiterungen
Inzwischen sind zwei kleine Erweiterung mit den Namen Codex Leonardi II beziehungsweise Codex Leonardi III erschienen. Die erste wurde im Oktober 2006 auf der Messe in Essen vorgestellt und an Käufer des Spiels verschenkt. Ebenso wurde mit der zweiten Erweiterung im Oktober 2007 verfahren.